# Mensajero (Akudama Drive)
Mensajero (運び屋 Hakobi-ya?) es un personaje ficticio y protagonista de la serie de anime Akudama Drive de Pierrot. Es un hombre conciso que tiene la habilidad de entregar cualquier paquete a cualquier destinatario, siempre que se le pague. Mensajero también puede luchar con su moto personalizada, que contiene un pequeño cañón de riel integrado en la parte delantera. Él se presenta en los primeros episodios, donde accidentalmente arrastra a la ciudadana común, que se convierte en la estafadora de Akudama, para que se asocie con otros delincuentes y emprenda misiones para proteger a las personas buscadas por la ley. Su seiyū es interpretado por Yūichirō Umehara, mientras que en la versión en inglés fue interpretado por Jonah Scott y en el doblaje en español latinoamericano es interpretado por Alejandro Graue.
El personaje del mensajero fue creado por Kazutaka Kodaka e inspirado en el elenco de la película Reservoir Dogs de Quentin Tarantino. Su diseño cambió a lo largo de la creación de la serie, ya que su concepto oscilaba entre steampunk y ciberpunk, lo que también implicaba cambios en la bicicleta que conduce el personaje. Rui Komatsuzaki diseñó el personaje mientras que Cindy Yamauchi adaptó las imágenes para la animación. Ambos diseñadores del personaje quedaron complacidos con la apariencia visual del diseño original.
La respuesta crítica a Mensajero a menudo fue mixta, con comentarios positivos centrados en sus escenas de acción y su papel en la serie, junto con comentarios negativos centrados en la personalidad simplista y silenciosa. Sin embargo, varios escritores notaron que Mensajero a menudo mostraba una personalidad más encantadora cuando interactuaba con Estafadora mientras él la ayuda en su viaje sin preocuparse por el dinero que necesita para sus trabajos. Su personaje también ha sido popular en las encuestas.

## Creación
El escritor Kazutaka Kodaka creó Courier mientras supervisaba la redacción de Akudama Drive. El personaje se reveló por primera vez en marzo de 2020, pero hizo su debut en una adaptación de manga realizada para promocionar el anime retrasado. Originalmente, Kodaka no dio nombres a los personajes mientras escribía el guion del anime. A medida que avanzaba el trabajo, Kodaka decidió darle a Mensajero y al resto de los miembros dichos alias en lugar de nombres, inspirados en la película Reservoir Dogs. Al comienzo de la serie, Mensajero deja caer 500 yenes en la calle accidentalmente, pero decide no recogerlos, considerándolo de mala suerte. Esta escena fue escrita específicamente por Kodaka debido a sus puntos de vista sobre la recolección de dinero, que considera una "tarea". Kodaka creó al mensajero como un protagonista en cierto sentido que realiza la acción más destacada de la serie pero permanece en silencio en las escenas posteriores. El director Tomohisa Taguchi estuvo de acuerdo y afirmó que Mensajero tiene una fuerte presencia en la narrativa a pesar de que no hay entonación, algo que consideró importante para retratarlo adecuadamente.
Kodaka ha afirmado que tanto Mensajero como Asesino son sus dos personajes favoritos del anime, habiendo disfrutado del arte conceptual original de Komatsuzaki. El diseño fue adaptado por Cindy Yamauchi, quien lo encontró desafiante a pesar de su aparente simplicidad. Con respecto a su bicicleta, Yamauchi afirma que no recibió un título. Yamauchi sintió presión cuando Akudama Drive apareció en la revista Otomedia basándose en la ropa de Mensajero que sintió que lo hacía lucir atractivo. Yamauchi también involucró a un joven Mensajero en la creación de la serie, ya que ella apuntaba a ese trabajo en el anime. Inicialmente, la motocicleta del transportista también se realizó en formato steampunk, pero con la incorporación de la ambientación realizada por Kanto, volvió al ciberpunk. El director encontró atractivo el uso de robots de seguridad y helicópteros de combate con los que Mensajero suele luchar. En el primer episodio, el mensajero rinde homenaje a la película Akira de 1988 a través de la forma en que mueve su bicicleta como Shotarō Kaneda. El artista de manga Rokuro Ogaki encontró atractivo al personaje especialmente en el final a pesar de sus malos modales y esperaba generar el mismo atractivo en la versión manga de la serie.
Al productor le preocupaba que la serie promoviera el "mal" y se le ocurrió la idea de que todos los personajes murieran de una manera "genial", similar a Reservoir Dogs. Para el final, Pierrot agregó una nueva escena en la que Mensajero interactúa más con el hermano y la hermana durante el caos que sufre Kansai como una forma de montaje del director que le faltaba a la serie de anime. El final se inspiró en la película Léon: The Professional de 1994 y la supervivencia del personaje de Natalie Portman. En lugar de tener el dilema de sobrevivir, Kodaka acordó con el equipo que cada personaje moriría sin remordimientos. Los personajes sobrevivientes, Hermano y Hermana, fueron enviados a la región Shikoku después de que Mensajero y Estafadora mueren sacrificándose para protegerlos, (como Léon, el personaje principal de Jean Reno).

### Casting
Se encontró que Yūichirō Umehara era el actor de voz adecuado para Mensajero y el personal descubrió que si hablaba demasiado, estaría fuera de lugar. Cuando miró los materiales, dijo que cada Akudama era interesante y se preguntaba cómo resaltar el carácter del Mensajero a pesar de que es el Akudama menos activo. Dado que el elenco no conocía los episodios futuros al grabar, Umehara esperaba ver el papel de Courier en la historia.
Umehara explicó que le pareció un trabajo apropiado pero desafiante debido a la personalidad silenciosa de Courier y la falta de interacciones. Umehara en particular disfrutó el trabajo de Tomoyo Kurosawa (Estafadora) y Takahiro Sakurai (Asesino) basado en el atractivo que le dan a sus personajes, el primero por retratar un tipo diferente de Akudama basado en su inocencia y el segundo por retratar la demencia de su personaje en su discurso. Sintió que era entretenido interactuar con actores de doblaje famosos como Akio Ōtsuka (Maestro) y Shunsuke Takeuchi (Luchador). Umehara esperaba con ansias el final de la serie y hacer que los espectadores exploraran los temas de la serie que involucran la justicia y el mal.
Jonah Scott da voz a Courier en el doblaje en inglés de la serie. Señaló que el personaje era "genial" según su diseño y armamento. Scott también bromeó sobre la personalidad de Mensajero por su tendencia a llamar a Estafadora "imbécil" y recomendó Akudama Drive a las personas que han disfrutado de la franquicia Danganronpa por compartir el mismo escritor.

## Apariciones
Mensajero se presenta como un criminal etiquetado como "Akudama", conocido por sus habilidades como artillero y motociclista. En Kansai, visita una tienda para comer takoyaki, pero accidentalmente deja caer dinero, que una ciudadana común intenta devolverle. No dispuesto a tomarlo debido a su creencia en la mala suerte, el mensajero arrastra accidentalmente a la joven a sus asuntos Akudama. Los dos conocen a Luchador, Doctora, Hacker y Matón. La ciudadana común termina ayudando al mensajero a destruir un dron tanque mientras el nuevo Akudama obliga a ayudar a encontrar al Asesino encarcelado. Cuando Asesino se salva, coloca collares explosivos en todos sus aliados. Después de esto, se revela que un gato negro que Estafadora rescató antes es el autor intelectual que reunió a Akudama. Black Cat informa al Akudama que los ha reunido para atacar el Shinkansen y robar una bóveda de su vagón delantero. El Maestro y Alumno de la División de Ejecución, miembros de una fuerza policial especializada para tratar con los Akudama. Una vez que llegan al último vagón, Black Cat se desintegra en cenizas, dejando un sello necesario para desbloquear la bóveda. Después de abrir la bóveda, Akudama encuentra a dos niños adentro y el niño se revela como el que controla a Black Cat y el orquestador de la misión. Los dos niños le dan a Akudama otra misión: volver a Kansai, prometiendo duplicar la cantidad de dinero que prometieron.
En el caos que siguió, Hermano contrata a Mensajero para que regrese a Kansai y le dé un artículo para asociarse, cuyo nombre en código es Hermana, protegiéndola en el proceso. Courier llega a una planta de basura aparentemente abandonada y salva tanto a Estafadora como a Hermana de matones que querían violarlos. La estafadora luego contrata al mensajero nuevamente para reunir a Hermana con Hermano, a pesar de que no tiene mucho dinero. Mensajero acepta, pero cuando se dirigen a la sede de los Ejecutivos, las IA intentan atrapar a Estafadora y Mensajero en el área, haciendo que el primero reviva su vida pasada cuando solía trabajar junto a un socio desconocido que fue asesinado por delincuentes. Después de ser salvado por Hacker, Estafadora solicita a Mensajero que lleve al hermano y la hermana a un área segura, devolviendo los 500 yenes como pago. Mensajero accede y Estafadora intenta detener a los Ejecutivos hasta que la terminan matándola. El mensajero es acorralado por más Ejecutivos, pero las protestas contra el asesinato de la estafadora le permiten escapar con los niños. Después de ser gravemente herido, Mensajero les da a Hermano y Hermana el dinero de la difunta Estafadora como un recuerdo de buena suerte para protegerlos mientras usa sus últimas fuerzas para destruir a los droides que los cazan. Finalmente, el mensajero es visto por última vez sacrificándose en su bicicleta, sonriendo.

## Recepción

### Crítica
Desde su presentación, Courier se destacó por sus habilidades para conducir su bicicleta de manera exagerada, aunque dos escritores de Anime News Network no estuvieron de acuerdo sobre si tales habilidades eran atractivas o no. Fandom Post fue más positivo con su introducción, señalando cómo presenta a los espectadores el entorno ciberpunk. Otaku USA lo describió como "tu tradicional héroe ciberpunk taciturno todo negocio". Mientras elogiaba las escenas de lucha de Mensajero contra los Ejecutivos, Comic Book Resources criticó su personalidad silenciosa junto con la personaje de la Doctora.
Los críticos también comentaron sobre el vínculo que el mensajero desarrolla junto a la estafadora. Fandom Post criticó el manejo de la relación de Mensajero y Estafadora debido a su falta de interacciones a pesar de que el primero provocó accidentalmente la marca del segundo como Akudama. A pesar de conservar su ser estoico, Anime News Network disfrutó de la dinámica que Mensajero desarrolla con Estafadora, Hermano y Hermana, ya que se muestra más humano, similar a cómo Spike Chunsoft manejó a los personajes de la franquicia Danganronpa a través de sus arcos de personajes. Con respecto al manejo de la personalidad del mensajero, Anime News Network lo consideró como un personaje tsundere por cómo mantiene su personalidad distante a pesar de su continua asistencia hacia la estafadora. Fandom Post estaba confundido acerca de la exploración de la historia de fondo de Mensajero, a diferencia del resto de Akudama.
Para el final de la serie, Fandom Post aclamó las escenas de acción de Mensajero. Bubble Bubbler señaló que, a pesar de que Estafadora es el personaje desarrollado más notable de la serie, ha tenido un efecto importante en Mensajero, ya que en el final, lleva su legado de proteger a los niños, que culmina con la entrega del dinero que Estafadora recogió por él a Hermano y Hermana antes de su muerte inminente. Anime News Network afirmó que el mensajero hizo "algunas de las cosas más geniales del programa hasta la fecha", mencionando específicamente cómo usa su brazo protésico para disparar el cañón de riel de su bicicleta.

### Popularidad
Mensajero es un personaje popular dentro del fandom de la serie. Renta realizó una encuesta de popularidad en la que ocupó el segundo lugar detrás de Asesino. El personaje también es parte de la ilustración de colaboración entre Akudama Drive y los personajes de Danganronpa, ya que ambas series involucran a los mismos artistas. El mensajero también fue nominado a "Mejor Chico" en diciembre de 2020 por Anime Trendz. En conmemoración del primer aniversario de la serie, la serie de anime realizó una campaña en Twitter donde Yūichirō Umehara autografió una imagen de Mensajero del propio Yamauchi. En la encuesta AnimeAnime de 2021, la actuación de Umehara como el mensajero fue elogiada por los fanáticos, clasificándose como el octavo mejor personaje interpretado por él. Cuando Akudama Drive ganó el premio al mejor anime de 2020 en Anime Trendz, la imagen del personaje se usó junto con Estafadora, Hermano y Hermana para recibir el premio.